# Parnara bada
Parnara bada là một loài bướm ngày thuộc họ Hesperiidae. Nó được tìm thấy ở south-east Asia, from Ấn Độ through Trung Quốc to Indonesia, cũng như bờ biển đông bắc của Úc.
Sải cánh dài khoảng 30 mm.

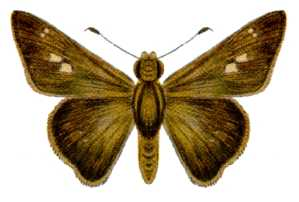

Ấu trùng ăn Leersia hexandra, Oryza sativa, Saccharum officinarum và Bambusa. Nó tạo ra tổ bằng cách cuốn lá bằng tơ.

## Hình ảnh

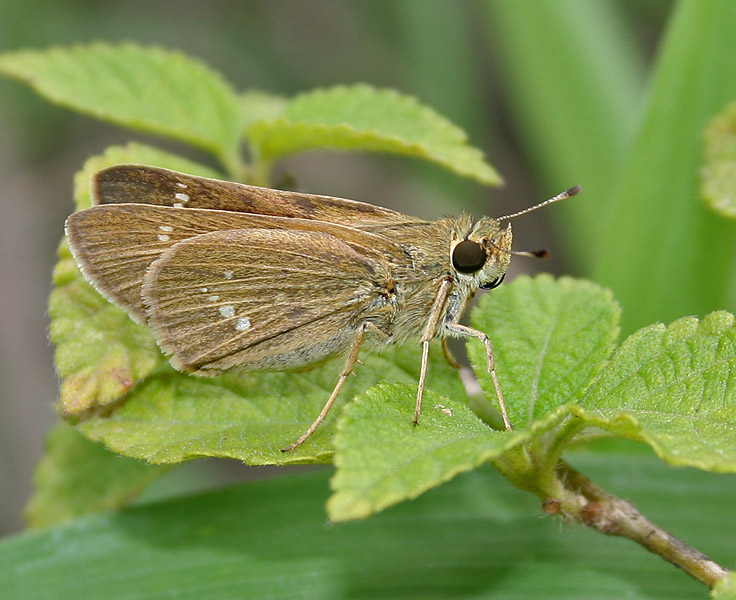
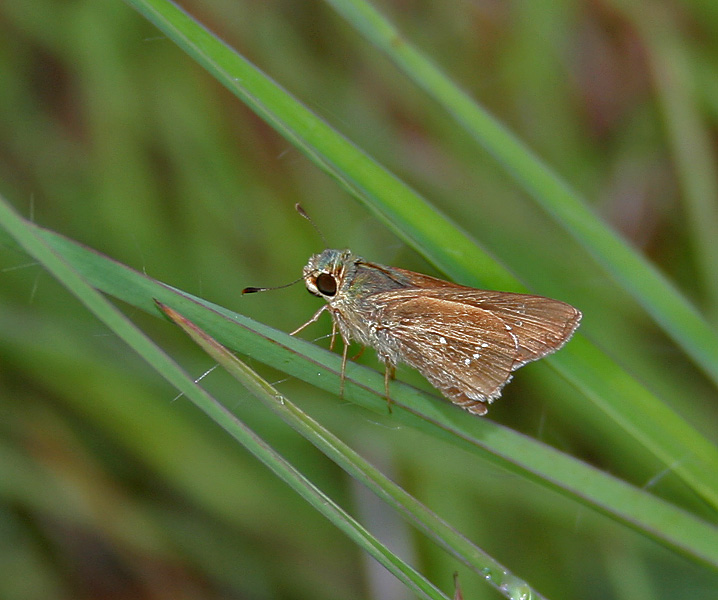
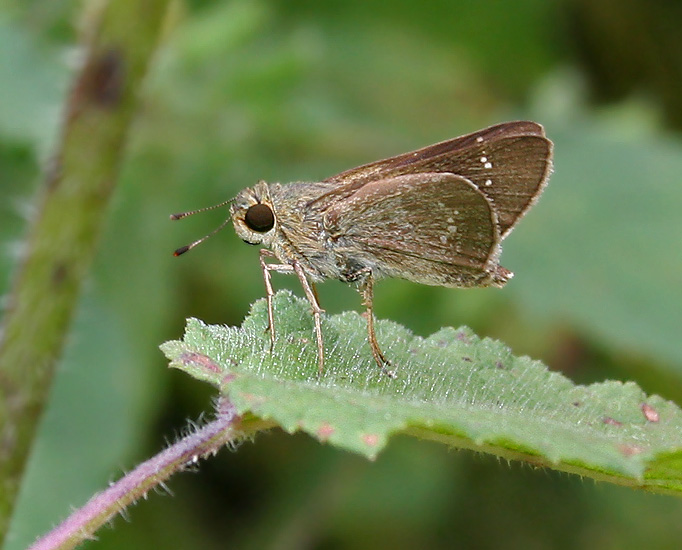
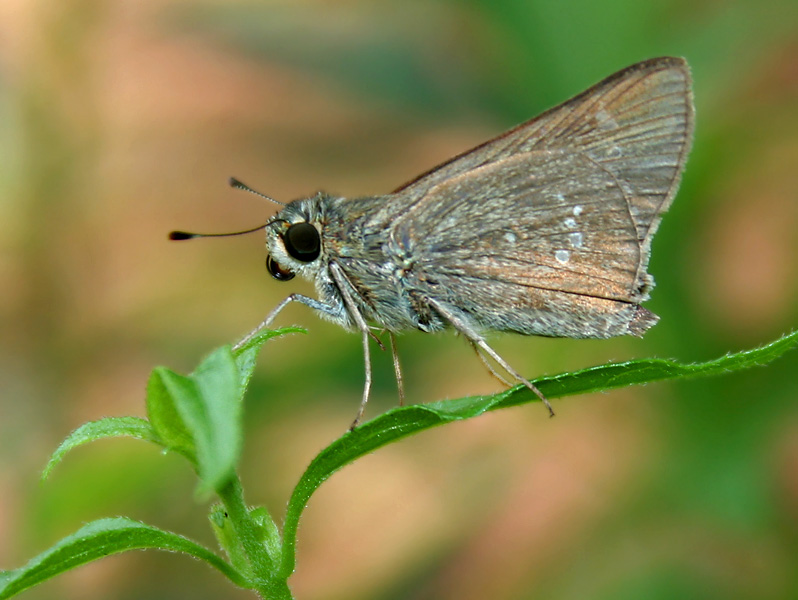